# Konsumentenboykott
Ein Konsumentenboykott (oder Kaufboykott bzw. Käuferboykott) ist ein Mittel der Verbraucher, um das Verhalten von Unternehmen langfristig zu beeinflussen.
Bei einem Konsumentenboykott  orientiert sich die Kaufentscheidung einer Person nicht mehr nur an der Befriedigung individueller Bedürfnisse (vgl. Müller et al. 2006). Vielmehr trifft der Konsument seine Entscheidung moralisch oder politisch motiviert und meidet dabei gezielt Produkte und Unternehmen. Die Produktwahl soll diejenigen Unternehmen unterstützen, deren Unternehmenspolitik im Einklang mit den Grundüberzeugungen des Konsumenten steht. Unternehmen, die entgegen den Vorstellungen des Konsumenten handeln und sich zum Beispiel nicht sozial- oder umweltverträglich verhalten, sollen durch Umsatzeinbußen bestraft und möglichst zum Umdenken und -lenken bewegt werden. Setzen Konsumenten ihr Kaufverhalten gezielt ein, so liegt ein großer Teil der Marktmacht letztendlich bei ihnen. Smith propagierte deshalb bereits in den achtziger Jahren die Konsumentensouveränität als neues Marketingparadigma. Mit jedem Kauf oder Nicht-Kauf nimmt der Konsument Einfluss auf den Erfolg des Unternehmens und damit auf dessen zukünftige Entscheidungen.

## Definition des Konsumentenboykotts
Hoffmann (2008, S. 13) spricht in Anlehnung an Friedman (1999) dann von einem Konsumentenboykott, wenn
"Aktivisten (Protestgruppen, Nicht-Regierungsorganisationen etc.) potenzielle Boykottteilnehmer (Konsumenten) davon überzeugen, von ihrer Konsumentensouveränität Gebrauch zu machen, indem sie vom Kauf bestimmter Produkte des Zielunternehmens absehen, um ihren Unmut über dessen Verhalten auszudrücken (expressives Ziel) und/oder zu versuchen, dieses zu einer Änderung seines Verhaltens zu bewegen (instrumentelles Ziel)."

## Ziele des Konsumentenboykotts
Abhängig vom übergeordneten Ziel unterscheidet Friedman zwei Formen des Boykotts:
- Instrumentelle Boykotte zielen darauf ab, eine Änderung im Verhalten des Zielobjekts (d. h. des Unternehmens) zu erreichen. Der missbilligte Zustand und das Verhalten soll geändert werden.
- Expressive Boykotte hingegen bringen die Frustration des Boykotteurs zum Ausdruck.

## Auslöser des Konsumentenboykotts
Analysen historischer Boykotte zeigen, dass das Auftreten der expressiven Form zunimmt und dass sich deren Auslöser verändern (zum Beispiel Friedman 1999). Während Boykotte früher vor allem darauf abzielten, politische oder moralische Ziele zu erreichen (zum Beispiel der Busboykott von Montgomery zur Abschaffung der Rassentrennung), entstehen sie heute mehr und mehr als Folge sozial unverträglicher Handlungsweisen von Unternehmen, die oftmals direkt die Interessen der Mitarbeiter oder Konsumenten betreffen (zum Beispiel Entlassungen, vgl. u. a. Klein et al. 2004). Aktuelle deutsche Beispiele sind die Boykotte gegen Electrolux im Jahr 2006 und gegen Nokia im Jahr 2008 (siehe unten).

## Boykottpartizipation
Ein Konsumentenboykott kann seine Wirkung nur dann entfalten, wenn er in den Medien ein starkes Interesse erregt (medienorientiert) und/oder eine möglichst große Zahl von Konsumenten sich beteiligt. Hoffmann (2008) schlägt ein Rahmenmodell vor, anhand dessen die Teilnahme einzelner Konsumenten an einem Boykott erklärt werden kann. Demnach wird die Bereitschaft zu boykottieren durch eine Form der Betroffenheit ausgelöst. Anschließend wägt der Konsument Promotoren (z. B. Kontrollüberzeugungen) und Inhibitoren (z. B. Trittbrettfahren) der Boykottpartizipation ab. Aus dem Zusammenspiel verschiedener Ausprägungen von Betroffenheit, Promotoren und Inhibitoren entsteht somit die Boykottpartizipation.
Die zugrunde liegenden Mechanismen der Boykottpartizipation wurden bislang für die folgenden Auslöser empirisch untersucht: Umwelt schädigendes Verhalten, ungerechtfertigte Preissteigerungen oder sozial unverträgliche Werksschließungen. Im deutschen Sprachraum wurde insbesondere die Teilnahme an dem Boykott von AEG/Electrolux-Produkten untersucht (vgl. Müller et al. 2006; Hoffmann 2008). Diese Protestaktion entstand als Reaktion auf die geplante Standortverlagerung des Nürnberger Werks nach Osteuropa.

## Beispiele für einen Konsumentenboykott

### Brent Spar (1995)
siehe Hauptartikel Brent Spar
Der Boykottaufruf gegen den Ölkonzern Shell wegen dessen geplanter Versenkung der Ölplattform Brent Spar 1995 war der bisher erfolgreichste Konsumentenboykott. Dem Aufruf von Umweltschützerverbünden, künftig die Tankstellen von Shell zu meiden, folgten etwa 50 % der Bevölkerung. Auch Unternehmen wie die Mülheimer Tengelmann-Gruppe beteiligten sich an der Aktion und forderten die fast 200.000 Mitarbeiter im In- und Ausland auf, beim Betanken ihrer Privatwagen Shell-Tankstellen zu meiden.
Guido Westerwelle, damals FDP-Generalsekretär, veranlasste, dass alle Dienstfahrzeuge der Parteizentrale nicht mehr mit Shell-Benzin betankt wurden. Rundfunksender riefen dazu auf, Shell-Tankstellen zu meiden.

### AEG/Electrolux (2006)
Der Boykott von AEG / Electrolux-Produkten im Jahr 2006 wurde ausgerufen, da das schwedische Unternehmen Electrolux plante, das deutsche Tochterunternehmen AEG nach Osteuropa zu verlagern. Die Werksverlagerung hatte die Streichung zahlreicher Arbeitsplätze in Deutschland zur Folge.

### Nokia (2008)
Ähnlich wie beim Boykott gegen Electrolux im Jahr 2006 ging es beim Boykott gegen Nokia um die Verlagerung eines deutschen Tochterunternehmens nach Osteuropa. Wiederum waren zahlreiche Arbeitsplätze in Deutschland betroffen.

### RWE/Innogy (2018)
Der Stromkonzern RWE plant den Kahlschlag des Hambacher Forst und deshalb wurden die Verbraucher von Umweltorganisationen dazu aufgerufen, den Stromanbieter zu wechseln. Da  es deutlich umständlicher ist, den Stromanbieter zu wechseln, als eine bestimmte Tankstellenmarke (siehe oben) zu meiden, ist jetzt noch schwer abschätzbar, welche langfristigen Folgen diese Aufrufe auf den Stromkonzern RWE und andere Kohlestromanbieter haben werden.

## Rechtliche Situation in Deutschland
In einem Grundsatzurteil vom 15. Januar 1958, dem sogenannten Lüth-Urteil, stellte das Bundesverfassungsgericht klar, dass der Aufruf zu einem Boykott eine zulässige Ausübung der Meinungsfreiheit nach Artikel 5 Absatz 1 des Grundgesetzes ist, es sei denn, ein Wettbewerber würde zum Boykott eines Konkurrenten aufrufen.

## Kritik
Abgesehen von den betroffenen Unternehmen selbst traten bei verschiedenen Boykotten auch weitere Kritiker auf. So wurde der Shell-Boykott (siehe oben) dahingehend kritisiert, dass von ihm auch die Pächter der Shell-Tankstellen getroffen würden, die keinerlei Einfluss auf die Entscheidung der Konzernspitze hätten und damit unter Umständen auch gar nicht einverstanden seien. Somit werde nicht nur die verantwortliche Konzernleitung getroffen, sondern auch ein „unschuldiger“ Personenkreis, der zu den sprichwörtlichen „kleinen Leuten“ gehöre.